# Literatura de cordel

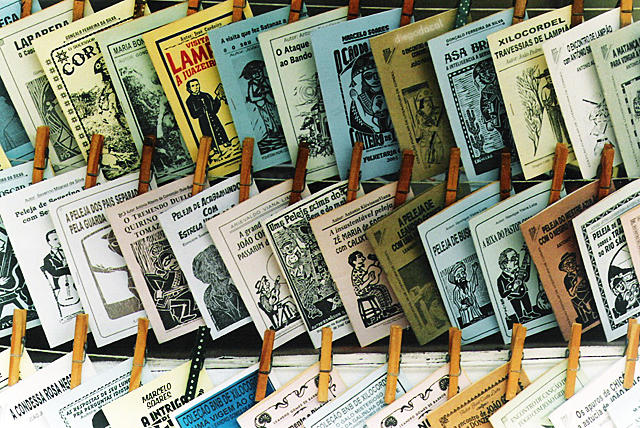
Os folhetos à venda, pendurados em cordéis

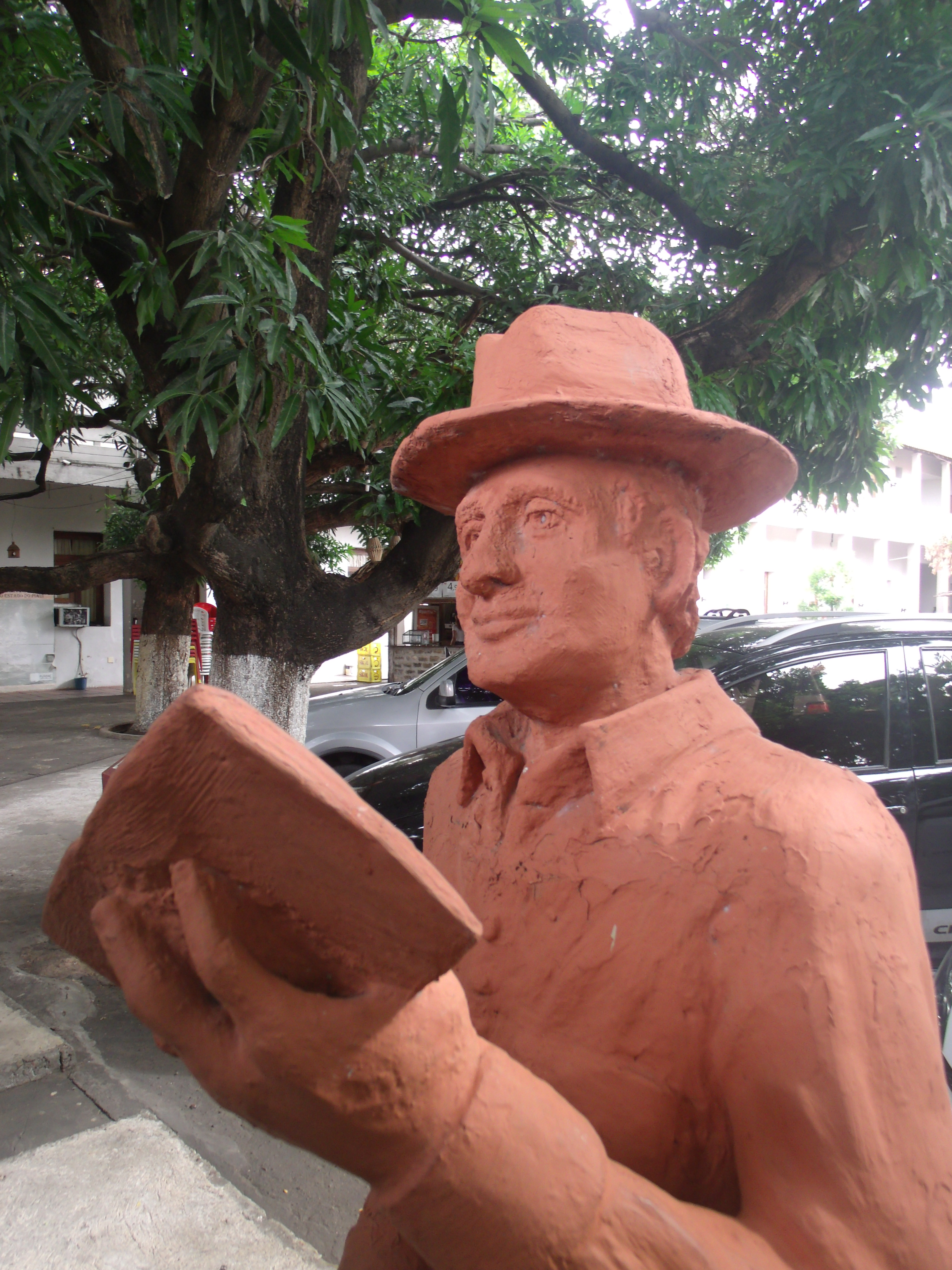
Detalhe da estátua de Firmino Teixeira do Amaral na Central de Artesanato Mestre Dezinho, em Teresina.

Literatura de cordel também conhecida no Brasil como folheto, literatura popular em verso, ou simplesmente cordel, é um gênero literário popular escrito frequentemente em versos, na forma rimada, originado em relatos orais e depois impresso em folhetos. Remonta ao século XVI, quando o Renascimento popularizou a impressão de relatos orais, e mantém-se uma forma literária popular no Brasil. O nome tem origem na forma como tradicionalmente os folhetos eram expostos para venda, pendurados em cordas, cordéis ou barbantes em Portugal. No Nordeste do Brasil o nome foi herdado, mas a tradição do barbante não se perpetuou: o folheto brasileiro pode ou não estar exposto em barbantes. Alguns poemas são ilustrados com xilogravuras, também usadas nas capas. As estrofes mais comuns são as de dez, oito ou seis versos. Os autores, ou cordelistas, recitam esses versos de forma melodiosa e cadenciada, acompanhados de viola, como também fazem leituras ou declamações muito empolgadas e animadas para conquistar os possíveis compradores.
Para reunir os expoentes deste gênero literário típico do Brasil, foi fundada em 1988 a Academia Brasileira de Literatura de Cordel, com sede no Rio de Janeiro.
Em 19 de novembro é comemorado o "Dia do Cordelista", em homenagem ao nascimento de Leandro Gomes de Barros, nascido em 19 de novembro de 1865.
Em setembro de 2018, o Instituto do Patrimônio Histórico e Artístico Nacional reconheceu a literatura de cordel como patrimônio cultural imaterial do Brasil.

## História

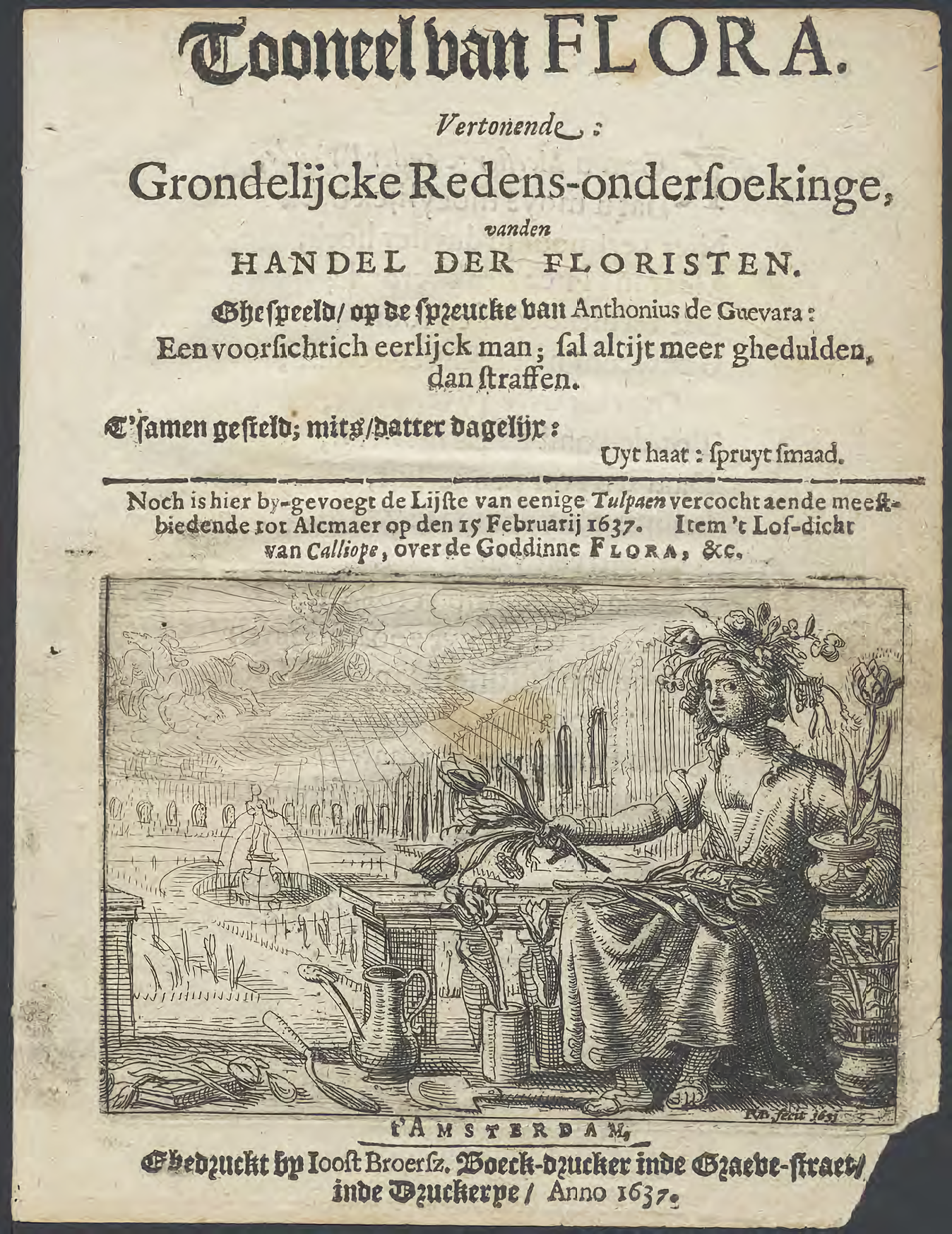
Literatura na forma de folhetos ou panfletos tem sido usada ao longo de séculos, como meio económico. Folheto holandês de 1637, durante a tulipomania

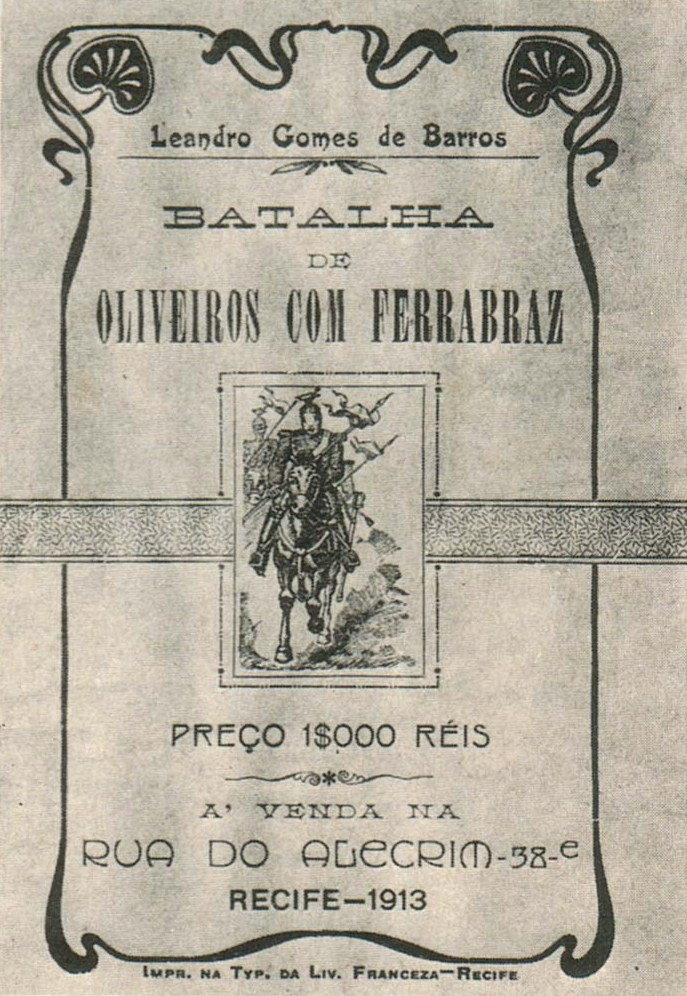
Capa do cordel Batalha de Oliveiros com Ferrabraz, edição de 1913.

A história da literatura de cordel começa com o romanceiro do Renascimento, quando se iniciou a impressão de relatos tradicionalmente orais feitos pelos trovadores medievais, e desenvolve-se até a Idade Contemporânea. O nome cordel está ligado à forma de comercialização desses folhetos em Portugal, onde eram pendurados em cordões, chamados de cordéis. Inicialmente, eles também continham peças de teatro, como as de autoria de Gil Vicente (1465-1536). Foram os portugueses que introduziram o cordel no Brasil desde o início da colonização. O termo cordel apareceu pela primeira vez no Dicionário Contemporâneo da Língua Portuguesa, também conhecido como Dicionário Caldas Aulete, publicado em 1881.

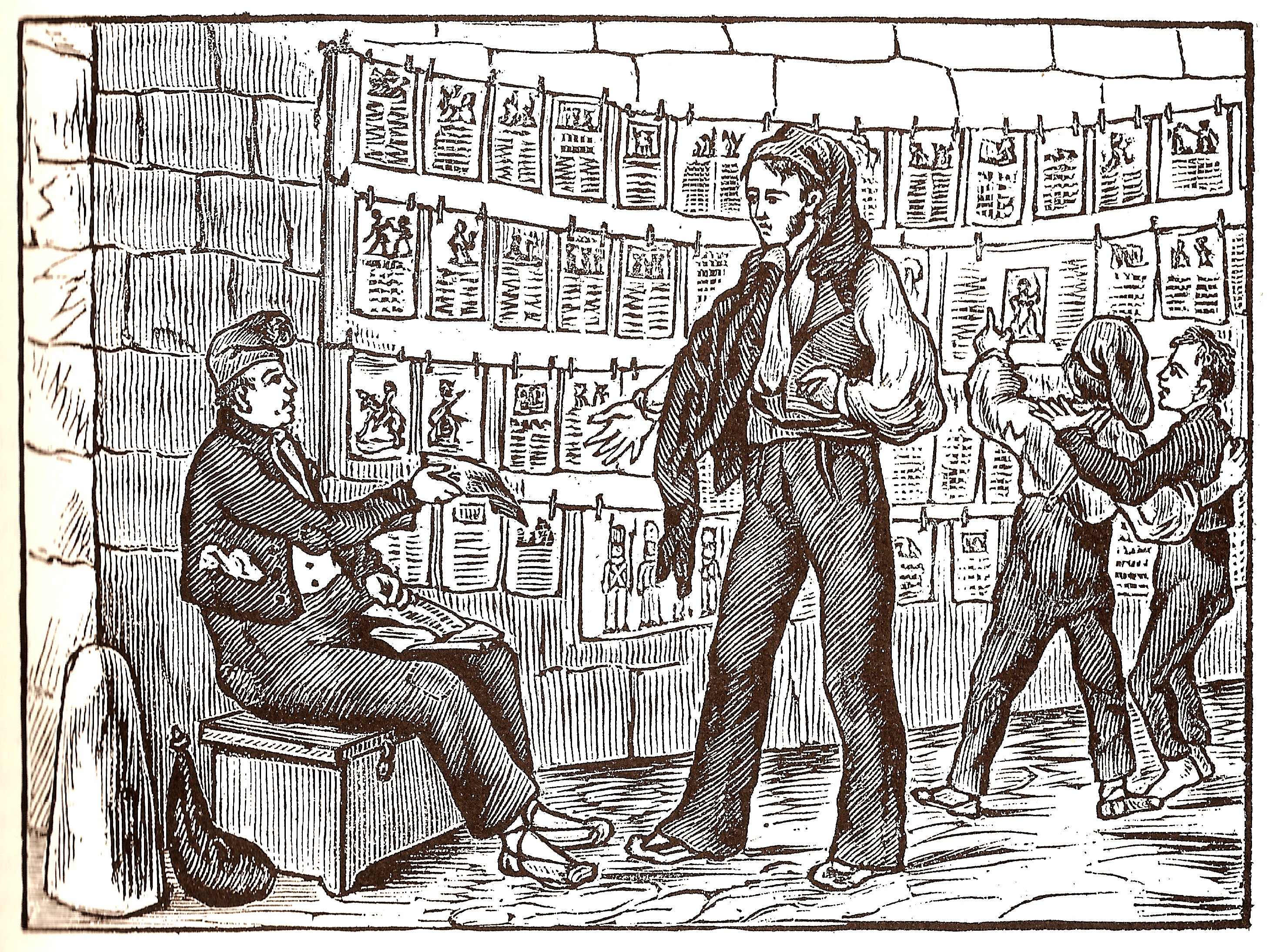
As folhas impressas eram expostas presas por grampos em cordões para escolha do comprador. Paragem romântica junto ao convento de Sant Agustí (Barri de la Ribera, Barcelona) segundo a gravura que acompanha um sainet publicado em 1850.

Na  segunda metade do século XIX começaram as impressões de folhetos brasileiros, com suas características próprias. Os temas incluem fatos do cotidiano, episódios históricos, lendas, temas religiosos, entre muitos outros. Leandro Gomes de Barros foi influenciado pelo cordel nos romances de cavalaria conhecidos como Ciclo Carolíngio ou Matéria de França. Sua principal obra do tema foi "Batalha de Oliveiros com Ferrabrás", mas também escreveu sobre temas nordestinos, com o cordel sobre o cangaceiro Antônio Silvino.
Em 1909, o cordelista Leandro Gomes de Barros publicou seus poemas na seção "Lyra Popular", no jornal O Rebate, de Juazeiro do Norte, Ceará.
As façanhas do cangaceiro Lampião (Virgulino Ferreira da Silva, 1900-1938) e o suicídio do presidente Getúlio Vargas (1883-1954) são alguns dos assuntos de cordéis que tiveram maior tiragem no passado. Não há limite para a criação de temas dos folhetos. Praticamente todo e qualquer assunto pode virar cordel nas mãos de um poeta.
No Brasil, a literatura de cordel é produção típica do Nordeste, sobretudo nos estados de Pernambuco, da Paraíba, do Rio Grande do Norte, do Ceará e da Bahia. Os folhetos costumavam ser vendidos em mercados e feiras pelos próprios autores. Hoje também se faz presente em outros Estados, como Rio de Janeiro, Minas Gerais e São Paulo. O cordel hoje é vendido em feiras culturais, casas de cultura, livrarias e nas apresentações dos cordelistas.
Leandro Gomes de Barros afirmou na peleja de Riachão com o Diabo, escrita e editada em 1899:
"Esta peleja que fiz

não foi por mim inventada,

um velho daquela época

a tem ainda gravada

minhas aqui são as rimas

exceto elas, mais nada".
Oriunda de Portugal, a literatura de cordel chegou ao Brasil em fins do século XVIII, ganhando força a partir do século XIX no interior nordestino.[carece de fontes?]
Na indagação dos pesquisadores, no entanto, há lógica, porque os poetas de bancada ou de gabinete, como ficaram conhecidos os autores da literatura de cordel, demoraram a emergir do seio bom da terra natal. Mais tarde, por volta de 1750 é que apareceram os primeiros vates da literatura de cordel oral. Engatinhando e sem nome, depois de relativo longo período, a literatura de cordel recebeu o batismo de poesia popular.
Foram esses bardos do improviso os precursores da literatura de cordel escrita. Os registros são muito vagos, sem consistência confiável, de repentistas ou violeiros antes de Manoel Riachão ou Mergulhão, mas Leandro Gomes de Barros teria escrito a peleja de Manoel Riachão com o Diabo em fins do século passado.
Sua afirmação, na última estrofe desta peleja (ver em detalhe) é um rico documento, pois evidencia a não contemporaneidade do Riachão com o rei dos autores da literatura de cordel. Ele nos dá um amplo sentido de longa distância ao afirmar: "Um velho daquela época a tem ainda gravada".
Os poetas Leandro Gomes de Barros (1865-1918) e João Martins de Athayde (1880-1959) estão entre os principais autores do passado.

Carlos Drummond de Andrade, reconhecido como um dos maiores poetas brasileiros do século XX, assim definiu, certa feita, a literatura de cordel: "A poesia de cordel é uma das manifestações mais puras do espírito inventivo, do senso de humor e da capacidade crítica do povo brasileiro, em suas camadas modestas do interior. O poeta cordelista exprime com felicidade aquilo que seus companheiros de vida e de classe econômica sentem realmente. A espontaneidade e graça dessas criações fazem com que o leitor urbano, mais sofisticado, lhes dedique interesse, despertando ainda a pesquisa e análise de eruditos universitários. É esta, pois, uma poesia de confraternização social que alcança uma grande área de sensibilidade".
A literatura de cordel apresenta vários aspectos interessantes e dignos de destaque:
- Pelo fato de funcionar como divulgadora da arte do cotidiano, das tradições populares e dos autores locais, a literatura de cordel é de inestimável importância na manutenção das identidades locais e das tradições literárias regionais, contribuindo para a perpetuação do folclore brasileiro;
- Pelo fato de poderem ser lidas em sessões públicas e de atingirem um número elevado de exemplares distribuídos, ajudam na disseminação de hábitos de leitura e lutam contra o analfabetismo;
- A tipologia de assuntos que cobrem, crítica social e política e textos de opinião, eleva a literatura de cordel ao estandarte de obras de teor didático e educativo;[19]
- Com o advento das redes sociais na Internet, desafios e porfias são travados virtualmente, a longas distâncias entre os cordelistas. Outros cordéis são apenas escritos e divulgados na internet sem impressão de folhetos.

No Rio de Janeiro, Arthur da Silva Torres publicou cordéis próprios na primeira metade do século XX. Em 1926, publicou A paixão de Renato e Helena. Nos anos 1940, seus cordéis tinham capas coloridas em policromia, impressas através de clichês.
Na década de 1950, a editora Prelúdio inovou no formato, trocando o tradicional 11 x 16 cm por 13,5 x 18 cm, além de substituir as capas em xilogravura por capas em policromia, com desenhos de quadrinistas como Sérgio Lima e Eugênio Colonnese.
Nas décadas de 1960 e 1970, a expressão portuguesa "literatura de cordel" passou a ser usada no Brasil.

## Formatos

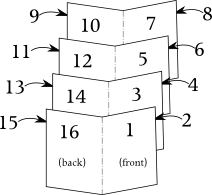
Exemplo impressão de folheto impresso em offset usado em xerocordéis.

Tradicionalmente, os cordéis são publicados em um formato de bolso que varia entre 11 x 15 cm e 13,5 x 18 cm, podem conter 8, 16, 32 ou 64 páginas. Com a evolução e democratização dos computadores pessoais e impressoras jato de tinta e fotocopiadoras, muitos cordéis podem ser autopublicados em folhas de papel off-set, com livretos medindo 1/4 do A4, ou A6, esses cordéis recebem o nome de "xerocordéis".

## Narrativa
Os textos considerados romances na literatura de cordel possuem alguns traços em comum quanto à sua narrativa. Os recursos narrativos mais utilizados nesses cordéis são as descrições dos personagens em cena e os monólogos com queixas, súplicas, rogos e preces por parte do protagonista.
São histórias que têm como ponto central uma problemática a ser resolvida através de inteligência e astúcia para atingir um objetivo. No romance romântico, a problemática envolve elementos relacionados ao imaginário europeu – duques, condes, castelos –, apropriados e adaptados pela literatura oral brasileira.
O herói sofrerá, vivendo em desgraça e martírio, sempre fiel ao seu amor ou às suas convicções, mesmo com as intempéries. É comum a intriga envolver jovens que enfrentam problemas na escolha de seus companheiros, em relações familiares extremamente hierarquizadas. Objeção, proibição do namoro, noivados arranjados são algumas das dificuldades que impedem o jovem casal apaixonado de ficar junto ao longo do romance.
Ao fim de tudo, o herói será exaltado e os opositores humilhados. Se assim não for, haverá outro meio de equilibrar a situação, que durante quase toda a narrativa permaneceu desfavorável ao protagonista.

## Poética

### Quadra

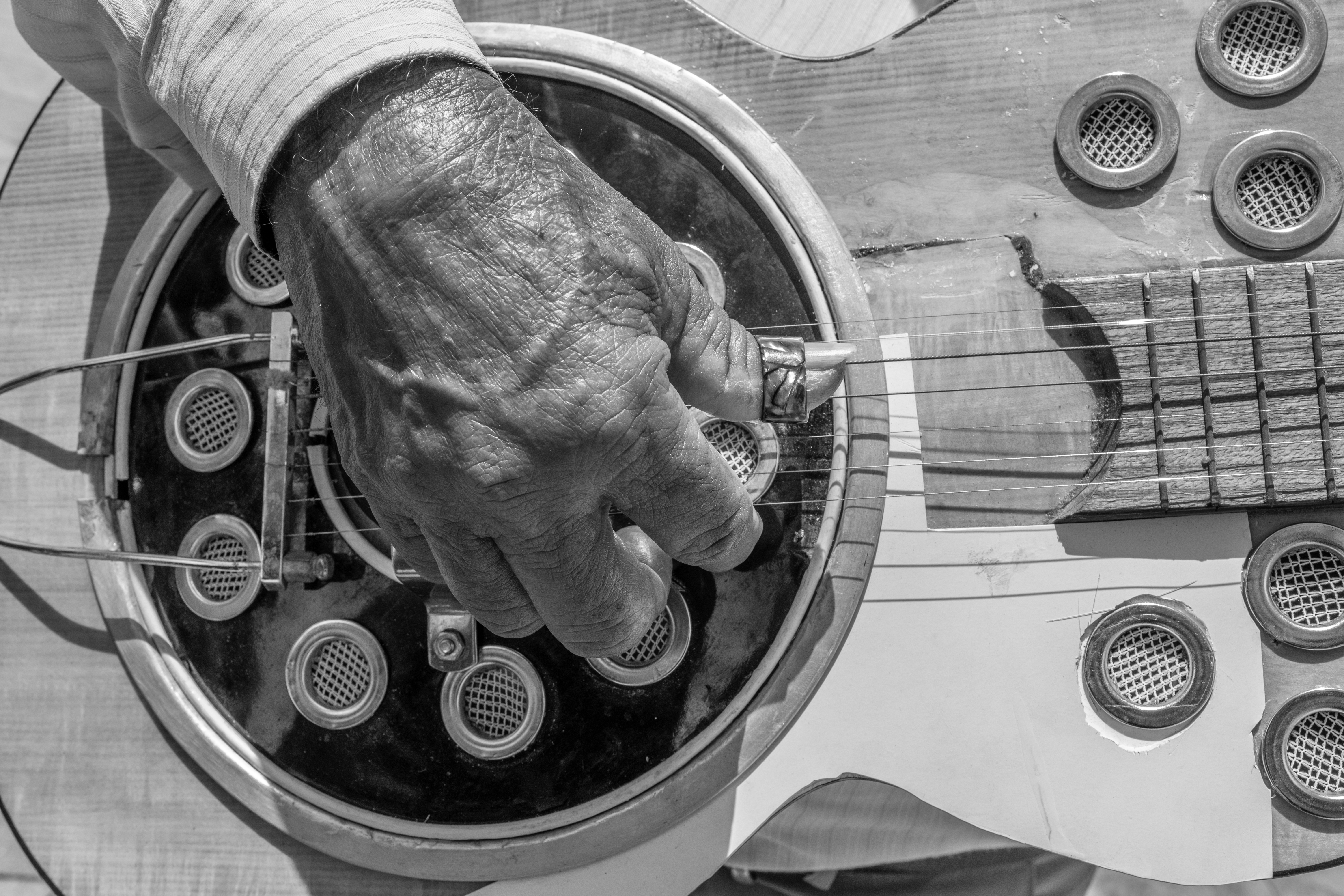
Embolada na Praça do Marco Zero, Recife. Escutar a música de esta imagem

Estrofe de quatro versos. A quadra iniciou o cordel, mas hoje é menos utilizada pelos cordelistas. Porém as estrofes de quatro versos ainda são muito utilizadas em outros estilos de poesia sertaneja, como a matuta, a caipira, a embolada, entre outros.
A quadra é mais usada com sete sílabas. Obrigatoriamente tem que haver rima em dois versos (linhas). Cada poeta tem seu estilo. Um usa rimar a segunda com a quarta. Exemplo:
Minha terra tem palmeiras

Onde canta o sabiá 	 (2)

As aves que aqui gorjeiam

Não gorjeiam como lá 	 (4).
Outro prefere rimar todas as linhas, alternando ou saltando. Pode ser a primeira com a terceira e a segunda com a quarta, ou a primeira com a quarta e a segunda com a terceira. Vejamos estes exemplos de Zé da Luz:
E nesta constante lida

Na luta de vida e morte	

O sertão é a própria vida	

Do sertanejo do Norte 		

Três muié, três irimã, 	

Três cachorra da mulesta 	

Eu vi nun dia de festa		

No lugar Puxinanã.

### Sextilha

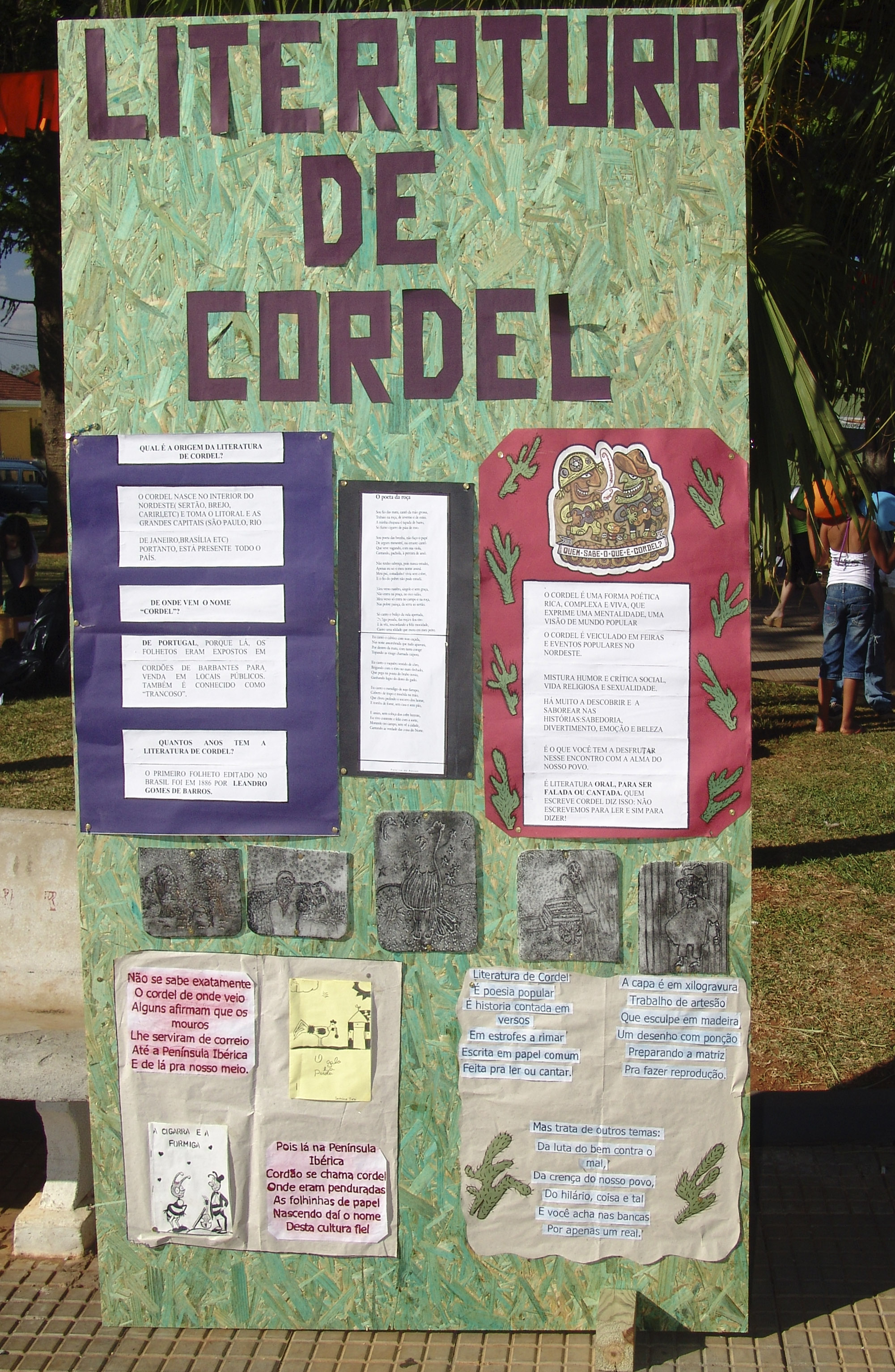
Trabalho de alunos, praça em Cerqueira César

É a mais conhecida. Estrofe ou estância de seis versos. Estrofe de seis versos de sete sílabas, com o segundo, o quarto e o sexto rimados; verso de seis pés, colcheia, repente. Estilo muito usado nas cantorias, onde os cantadores fazem alusão a qualquer tema ou evento e usando o ritmo de baião. Exemplo:
Quem inventou esse "S"

Com que se escreve saudade

Foi o mesmo que inventou

O "F" da falsidade

E o mesmo que fez o "I"

Da minha infelicidade

### Septilha
Estrofe (rara) de sete versos; setena (de sete em sete). Estilo muito usado por Zé Limeira, o Poeta do Absurdo.
Eu me chamo Zé Limeira

Da Paraíba falada

Cantando nas escrituras

Saudando o pai da coaiada

A lua branca alumia

Jesus, Jose e Maria

Três anjos na farinhada.

Napoleão era um

Bom capitão de navio

Sofria de tosse braba

No tempo que era sadio,

Foi poeta e demagogo

Numa coivara de fogo

Morreu tremendo de frio.
Na septilha usa-se o estilo de rimar os segundo, quarto e sétimo versos e o quinto com o sexto, podendo deixar livres o primeiro e o terceiro.

### Oitava
Estrofe ou estância (grupo de versos que apresentam, comumente, sentido completo) de oito versos: oito-pés-em-quadrão. Oitavas-a-quadrão. Como o nome já sugere, a oitava é composta de oito versos (duas quadras), com sete sílabas. A rima na oitava difere das outras. O poeta usa rimar a primeira com a segunda e terceira, a quarta com a quinta e oitava e a sexta com a sétima.
Quadrão
Oitava na poesia popular, cantada, na qual os três primeiros versos rimam entre si, o quarto com o oitavo, e o quinto, o sexto e o sétimo também entre si.
Todas as estrofes são encerradas com o verso: Nos oito pés a quadrão. Vejamos versos de uma contaria entre José Gonçalves e Zé Limeira: - (AAABBCCB)
Gonçalves:
Eu canto com Zé Limeira

Rei dos vates do Teixeira

Nesta noite prazenteira

Da lua sob o clarão

Sentindo no coração

A alegria deste canto          *

Por isso é que eu canto tanto  *

NOS OITO PÉS A QUADRÃO

Limeira:

Eu sou Zé Limeira e tanto

Cantando por todo canto

Frei Damião já é santo

Dizendo a santa missão

Espinhaço e gangão

Batata de fim de rama          *

Remédio de velho é cama        *

NOS OITO PÉS A QUADRÃO.

### Décima
Estrofe de dez versos, com dez ou sete sílabas, cujo esquema rimático é, mais comumente, ABBAACCDDC, empregada sobretudo na glosa dos motes, conquanto se use igualmente nas pelejas e, com menos frequência, no corpo dos romances.
Geralmente nas pelejas é dado um mote para que os violeiros se desdobrem sobre o mesmo. Vejamos e exemplo com José Alves Sobrinho e Zé Limeira:
- Mote:

VOCÊ HOJE ME PAGA O QUE TEM FEITO
COM OS POETAS MAIS FRACOS DO QUE EU.
- Sobrinho:

Vou lhe avisar agora Zé Limeira       <A
:''Dizem que quem avisa amigo é''          >B
Vou lhe amarrar agora a mão e o pé    >B
E lhe atirar naquela capoeira         <A
Pra você não dizer tanta besteira     <A
:''Nesta noite em que Deus nos acolheu''   >C
Você hoje se esquece que nasceu       >C
E se lembra que eu sou bom e perfeito >D
Você hoje me paga o que tem feito     >D
Com os poetas mais fracos do que eu.  >C
- Zé Limeira:

Mais de trinta da sua qualistria
Não me faz eu correr nem ter sobrosso
Eu agarro a tacaca no pescoço
E carrego pra minha freguesia
Viva João, viva Zé, viva Maria
Viva a lua que o rato não lambeu
Viva o rato que a lua não roeu
Zé Limeira só canta desse jeito
Você hoje me paga o que tem feito
Com os poetas mais fracos do que eu.

### Martelo
Estrofe composta de decassílabos, muito usada nos versos heroicos ou mais satíricos, nos desafios. Os martelos mais empregados são o gabinete e o agalopado.
Martelo agalopado - Estrofe de dez versos decassílabos, de toada violenta, improvisada pelos cantadores sertanejos nos seus desafios.
Martelo de seis pés, galope - Estrofe de seis versos decassilábicos. Também se diz apenas agalopado.

### Galope à beira-mar
Estrofe de 10 versos hendecassílabos (que tem 11 sílabas), com o mesmo esquema rímico da décima clássica, e que finda com o verso "cantando galope na beira do mar" ou variações dele. Termina, sempre, com a palavra "mar".
Às vezes, porém, o primeiro, o segundo, o quinto e o sexto versos da estrofe são heptassílabos, e o refrão é "meu galope à beira-mar". É considerado o mais difícil gênero da cantoria nordestina, obrigatoriamente tônicas as segunda, quinta, oitava e décima primeira sílabas.
- Sobrinho:

Provo que eu sou navegador romântico
Deixando o sertão para ir ao mirífico
Mar que tanto adoro e que é o Pacífico
Entrando depois pelas águas do Atlântico
E nesse passeio de rumo oceânico
Eu quero nos mares viver e sonhar
Bonitas sereias desejo pescar
Trazê-las na mão pra Raimundo Rolim
Pra mim e pra ele, pra ele e pra mim
Cantando galope na beira do mar.
- Limeira:

Eu sou Zé Limeira, caboclo do mato
Capando carneiro no cerco do bode
Não gosto de feme que vai no pagode
O gato fareja no rastro do rato
Carcaça de besta, suvaco de pato
Jumento, raposa, cancão e preá
Sertão, Pernambuco, Sergipe e Pará
Pará, Pernambuco, Sergipe e Sertão
Dom Pedro Segundo de sela e gibão
Cantando galope na beira do mar.

### Redondilha
- Antigamente, quadra de versos de sete sílabas, na qual rimava o primeiro com o quarto e o segundo com o terceiro, seguindo o esquema abba.
- Hoje, verso de cinco ou de sete sílabas, respectivamente redondilha menor e redondilha maior.

### Carretilha
Literatura  popular  brasileira -   Décima de redondilhas menores rimadas na mesma disposição da décima clássica; miudinha, parcela, parcela-de-dez.

## Métrica e Rima
- Métrica:

Arte que ensina os elementos necessários à feitura de versos medidos. Sistema de versificação particular a um poeta. Contagem das sílabas de um verso. Verso é a linguagem medida. Para medir devemos ajuntar as palavras em número prefixado de pés. Chama-se pé uma sílaba métrica. O verso português pode ter de duas a doze sílabas. Os mais comuns são os de seis, sete, oito, dez e doze pés. Como o verso mais comum, mais espontâneo é o de sete pés, comecemos nele a contagem métrica. Exemplo:
Minha terra tem palmeiras

Onde canta o sabiá

As aves que aqui gorjeiam

Não gorjeiam como lá.
Eis como se contam as sílabas:

Mi | nha | ter | ra | tem | pal | mei |

Não contamos a sílaba final "ras" porque o verso acaba no último acento tônico. O verso em que sobra uma sílaba final chama-se grave. Aquele em que sobram duas sílabas finais chama-se esdrúxulo. O terminado por palavra oxítona chama-se agudo, como o segundo e o quarto do exemplo supra. Eis como se decompõe o segundo verso:

On | de | can | ta o | sa | bi | á |

Nesse verso "ta o" se leem como t'o formando um pé, pela figura sinalefa (fusão). Em geral devemos sempre evitar o hiato, quer intraverbal, quer interverbal. Os autores antigos e os modernos pouco escrupulosos toleram muitos hiatos.[carece de fontes?]
- Sinalefa:

Figura pela qual se reúnem duas sílabas em uma só, por elisão, crase ou sinérese.
- Sinérese:

Contração de duas sílabas em uma só, mas sem alteração de letras nem de sons, como, p. ex., em reu-nir, pie-da-de, em vez de re-u-nir, pi-e-da-de.
As | a | vez | que a | qui | gor | jei |

Não | gor | jei | am | co | mo | lá |
No caso o verso é um heptassílabo, porque só contamos sete sílabas. Se colocarmos uma sílaba a mais ou a menos em qualquer dos versos, fica dissonante e perde a beleza e harmonia.

Vale lembrar que, quando a palavra seguinte inicia com vogal, dependendo do caso, pode haver a junção da sílaba da primeira com a segunda, como se faz na língua francesa. Exemplo:

Para verificar a quantidade de silabas podemos contar nos dedos. Vejamos neste trechinho de Patativa do Assaré:

Nes | ta | noi | te | pas | sa | gei | ra

1       2     3    4     5     6    7
Há  | coi| sa | que | mui | to | pas | ma

1       2     3    4     5     6    7
Um mote:

Vou | fa | zer | se | re | na | ta | na | cal | ça | da

1       2     3    4     5     6    7    8    9    10
Da | me | ni | na | que a | mei | na | mi | nha | vi | da

1       2     3    4     5       6      7     8    9    10
- Rimas consoantes:

As que se conformam inteiramente no som desde a vogal ou ditongo do acento tônico até a última letra ou fonema. Exemplo: fecundo e mundo; amigo e contigo; doce e fosse; pálido e válido; moita e afoita.
- Rimas toantes:

Aquelas em que só há identidade de sons nas vogais, a começar das vogais ou ditongos que levam o acento tônico, ou, algumas vezes, só nas vogais ou ditongos da sílaba tônica. Exemplo: fuso e veludo; cálida e lágrima; "Sem propósito de sonho / nem de alvoradas seguintes, / esquece teus olhos tontos / e teu coração tão triste." Cecília Meireles, Obra Poética, p. 516.
No caso da literatura de cordel nordestina, faz parte da tradição do gênero o uso de rimas consoantes. Se um folheto de cordel usa rimas toantes, o conhecedor de cordel pensa logo que o autor daquele folheto desconhece a existência destas regras. Um cordel escrito assim pode até ser um grande poema, mas não se pode dizer que se trata de 'um cordel autêntico'.

## Legado
A literatura de cordel exerceu influência sobre outras mídias. O dramaturgo Ariano Suassuna usou o cordel como fonte de inspiração em sua peça de teatro, Auto da Compadecida (1955), usando o personagem João Grilo, personagem do folclore português, presente na literatura de cordel brasileira desde 1932, parte do enredo foi inspirada em dois folhetos de Leandro Gomes de Barros (1865-1918), "O Dinheiro", também chamado de "O testamento do cachorro" e "O cavalo que defecava dinheiro". A peça teve três adaptações para o cinema: A Compadecida(1969), Os Trapalhões no Auto da Compadecida (1987) e O Auto da Compadecida, apresentado como minissérie pela Rede Globo de Televisão em 1999, lançado nos cinemas no ano seguinte.
Fundada em 1952, a editora paulista Prelúdio publicava cordéis e investiu também em histórias em quadrinhos publicando na década de 1960, publicando revistas como Juvêncio, o justiceiro do sertão, baseada em uma série de rádio e também quadrinizações de cordéis por Nico Rosso e Sérgio Lima, esse último responsável por quadrinizações de O Romance do Pavão Misterioso de José Camelo de Melo Rezende e "A Chegada de Lampião no inferno" de José Pacheco, ilustradas por Sérgio Lima. Essas adaptações não tinham balões de diálogos, apenas legendas ou recordatórios. Em 2002, surge a coleção Ragú Cordel, um desdobramento da revista independente Ragú, composto de seis folhetos no formato 17 x 11,2 cm, contendo adaptações de cordéis no formato de quadrinhos: A Chegada da prostituta no céu de Mascaro, baseado em textos de J. Borges, Zé da Silva de Clériston, O romance de Severino Feioso com a formosa Rosa de Jarbas Jr, O Circo, de Miguel sobre um poema de João Cabral de Melo Neto,  e A quase tragédia de Mane ou o bode que ia dando bode com texto de Ricardo Mello e arte de Samuca e O dia em que o morto levou o vivo pro céu com texto de Renata Lacerda e arte de Flavão.
O Romance do Pavão Misterioso também inspirou a canção Pavão Mysteriozo de Ednardo lançada 1974 no  álbum O Romance do Pavão Mysteriozo, a canção fez parte da trilha sonora da telenovela "Saramandaia" de Dias Gomes, lançada em 1976 pela Rede Globo.
Influenciado pelos cordéis e pela arte da xilogravura, o quadrinista pernambucano Jô Oliveira publicou em 1975 na Itália, La guerra del regno divino abordando o cangaço, no ano seguinte, publicou como um álbum no Brasil com o título A Guerra do Reino Divino pela  Codecri, editora do periódico O Pasquim.

Em 2003, o cordelista e quadrinista cearense Klévisson Viana publicou uma quadrinização do cordel A moça que namorou com o bode de seu irmão Arievaldo Viana, álbum publicado por três editoras: Tupynanquim, criada por ele, Coqueiro e CLUQ, a publicação ganhou o Troféu HQ Mix de 2004 como "melhor edição especial nacional". em 2010, a editora Luzeiro, sucessora da Prelúdio, republicou a quadrinização de Pavão Misterioso por Sérgio Lima em parceria com a Tupynanquim  de Klévisson Viana, que refez a paginação e inclui balões de diálogos.
Em 2006, o escritor e ilustrador Fernando Vilela publica o livro ilustrado Lampião & Lancelote, que inspiração nos cordéis, utilizando rimas nas falas e descrições, em 2013, o livro ganhou uma adaptação para o teatro musical no espetáculo de mesmo nome, adaptado por Bráulio Tavares, com direção de Débora Dubois e trilha sonora de Zeca Baleiro.
O quadrinista baiano Antônio Cedraz, criador da Turma do Xaxado, ilustrou cordéis inspirados em cantigas de roda com versos do cordelista Antônio Barreto: Cravo Brigou com a Rosa (2009), Atirei o Pau no Gato (2010) e Pai Francisco Entrou na Roda (2010).
Em 2011, a Rede Globo veiculou a telenovela Cordel Encantado de por Duca Rachid e Thelma Guedes, misturando elementos de contos de fadas com o Sertão brasileiro, a abertura da telenovela apresentou um grafismo inspirado na arte da xilogravura. Klévisson Viana, em parceria com o arte-finalista Eduardo Azevedo, quadrinizou o romance, A batalha de Oliveiros com Ferrabrás de Leandro Gomes de Barros, o álbum foi patrocinado pela Secretaria de Cultura do Ceará e teve  prefácio do escritor baiano Marco Haurélio, edição de texto do jornalista Max Krichanã e produção cultural de Bruno Monteiro, sendo contemplado com o Prêmio Luiz Sá de Quadrinhos da mesma Secretaria de Cultura do Ceará. Ainda em 2011, Klévisson Viana participou do álbum MSP Novos 50, onde fez história com elementos de cordel do Chico Bento, personagem interiorano de Maurício de Sousa.  Em 2012, surge uma nova coleção de Ragú Cordel, composta por 12 folhetos no formato 10 x 15 cm e 20 páginas, com textos de Luciana Rabelo, Siba, Adiel Luna, Cancão e José Soares e desenhos de Mascaro, Lin, Ral, Flavão, Jarbas, Silvino, Samuca, Fernando Duarte, Rafael Anderson, Moa, Zalma e Raoni.
Fábio Sombra, roteirizou uma série de histórias em quadrinhos inspirada em cordéis, publicando os álbuns Sete Histórias de Pescaria do Seu Vivinho (2011)  e A pescaria magnética do Seu Vivinho (2013).  desenhados por João Marcos Parreira Mendonça,  que utilizou um traço com influências da arte da xilogravura usada nos cordéis.  Os personagens de Maurício de Sousa em cordéis publicados pela Editora Melhoramentos: A peleja do violeiro Chico Bento com o Rabequeiro Zé Lelé (2012), escrito por Fábio Sombra, O Raiozinho e a Furiosa (2013), escrito por Mário Mattoso,O Brasil no Papel em Poesia de Cordel (2014) A Guerra de Troia em Versos de Cordel (2015) e As Aventuras de Ulisses em Versos de Cordel (2016), escritos por Fábio Sombra.
Em abril de 2019, o quadrinista Luciano Félix criou o selo Quadrel, que une a poesia de cordel com as histórias em quadrinhos, o selo foi publicado através de financiamento coletivo no Catarse.